# Emmetsburg
Emmetsburg är administrativ huvudort i Palo Alto County i den amerikanska delstaten Iowa. Orten har fått sitt namn efter Robert Emmet.